# Concurso de comer

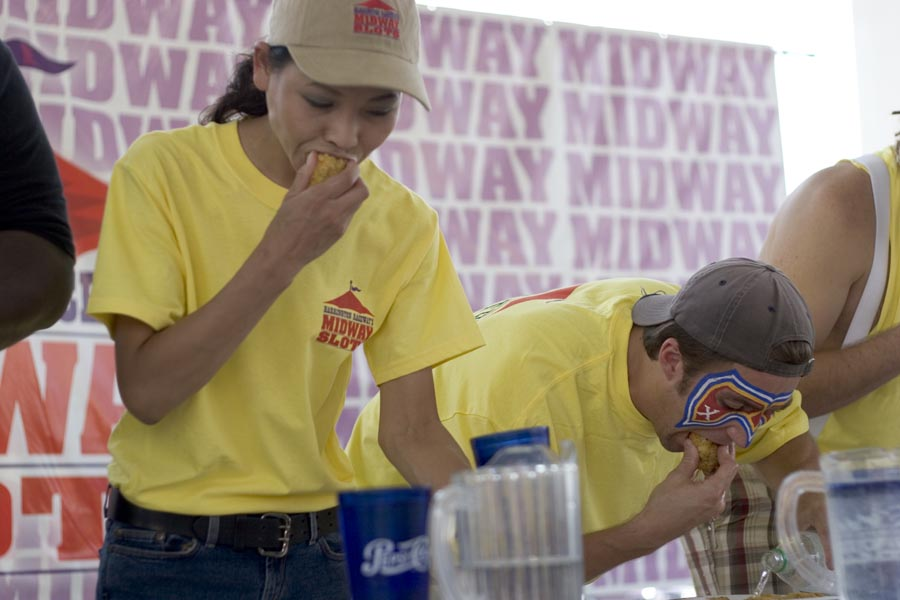
Sonya Thomas contra Tim Janus en una competición de 2005.

Los concursos de comer o concursos de comida consisten en comer grandes cantidades de comida en un tiempo determinado. El tipo de comida varía, pero los tipos más comunes son comida basura y postres. Estos concursos son populares principalmente en Japón y los Estados Unidos. Esta competencia termina cuando la persona no tiene ningún alimento en la boca.

## Historia
Tradicionalmente se hacían competiciones de este estilo en ferias a comienzos del siglo XX, pero la reciente popularidad se debe en parte a la emisión de la Nathan's Hot Dog Eating Contest, una competencia de comer perritos calientes que se celebra desde 1916. Recientemente esta competencia ha sido dominada por el competidor de la FAOCE Takeru Kobayashi, quien ha ganado el concurso desde 2001 hasta 2006. Kobayashi fue destronado en 2007 por Joey Chestnut.
Actualmente en España solo se conoce la realización de este tipo de concursos de manera oficial y con las normas puestas ante notario en un pequeño pueblo de Galicia, en La Estrada, el Argentinos Burguer Hot Dog Challenge y lo organiza el restaurante Argentinos Burguer, de la misma localidad. Su primera edición se realizó el 6 de septiembre de 2012, contó con 21 participantes y cerca de 1000 personas de público. El ganador consiguió el título al conseguir comer 10 perritos calientes en 8 minutos, fue el local José Luis Campos Arjones.

## Organizaciones

### FAOCE
La FAOCE (Federación internacional de comedores competitivos) realiza cerca de 100 eventos de comida anualmente. Fue fundada en los años 90 y recientemente creó la Liga Mayor de Comedores, y es la única organización que ofrece normas de seguridad para los concursantes.

### AICE
La Asociación Independiente de Comedores Competitivos (AICE), fue fundada por Arnie "Chowhound" Chapman. Más tarde Coondog O'Karma entró como socio de Arnie. 

### Otras organizaciones
Además de las dos nombradas anteriormente, en los últimos años han aparecido nuevas organizaciones como la Federación Amateur de Comedores Competitivos que patrocina competiciones de comida en varios restaurantes. Varias de estas competiciones tienen alrededor de 20 competidores principales.

## Comedores famosos
- Peter Dowdeswell, quien ha aparecido en el Libro Guinness de los Récords
- Daniel Jankelow
- Sonya Thomas
- Takeru Kobayashi
- Carlene LeFevre
- Natsuko "Gal" Sone
- Juliet Lee
- Adam Richman
- Tomás Tupa

## Entrenamiento
Tener sobrepeso no es precisamente una ventaja, a pesar de que es lo primero que viene a la cabeza. Tener mucho exceso de grasa corporal puede ser más bien una desvantaja porque el cuerpo no puede recibir tanta comida grasosa debido al exceso que ya trae el concursante. Los concursantes suelen beber una gran cantidad de agua antes de competir para elastificar el estómago, lo cual parece ser la clave para ganar. La FAOCE desalienta el entrenamiento para competir, pero gran parte de los competidores realizan actividad física de todas maneras.

## Críticas
Las competencias de comidas suelen ser mal vistas por la sociedad debido a varias razones. 
Los médicos y otros especialistas ven estas competencias como un flagelo al organismo que puede causar obesidad, diabetes o incluso la muerte en pleno concurso. A pesar de estas posibilidades nunca se ha registrado un daño mayor en los concursantes.
Religiosamente puede ser comparado con la gula, uno de los siete pecados capitales, y desde el punto de vista social mucha gente lo ve como un desperdicio de comida en general o como una de las tantas competiciones en vano de la cultura estadounidense.
También puede causar una distensión gástrica con sensación de llenura, la cual a menudo se acompaña de vómitos.

## En la cultura popular
- En la película Taxidermia (2006) Balatony Kálmán es competidor en el deporte del comer, y en el largometraje aparecen atletas de estómago flexible.
- En el episodio de Los Simpson "Maximum Homerdrive" (1999) Homer Simpson participa en un concurso en el que competía contra un camionero, llamado Red Barclay. El ganador del concurso sería quien terminara primero un corte de carne de siete kilos de peso, siendo este el camionero pero en cuanto Homer se acerca para felicitarlo nota que no respiraba, luego se constata que estaba muerto.
- En un episodio de la serie de dibujos animados Hey Arnold!, Arnold y otros personajes participan en un concurso de comida.
- En la película Beethoven's 2nd hay una competencia de comida en una feria.
- En la película La leyenda del indomable (1967), el protagonista (Luke) come 50 huevos en una hora debido a una apuesta con otros prisioneros.
- En la película Stand By Me (1986), Gordie Lachance, personaje interpretado por Wil Wheaton, cuenta una historia protagonizada por un joven que participa en un concurso de comer tartas.